# 焦獸目
焦獸目（學名：Pyrotheria）為已滅絕外型類似乳齒象的南蹄目有蹄類哺乳動物，底下包含數個屬，例如 Baguatherium、Carolozittelia、Colombitherium、Gryphodon、Propyrotherium、Proticia 與焦獸屬。
焦獸目的物種體型巨大、趾行，外型類似於貘，四肢瘦短，具有五趾及寬扁的趾骨。化石發現於古新世至漸新世時期的巴西、祕魯及阿根廷。
部分學家將異蹄目（異蹄目下包含數個屬，例如大焦獸屬）至於焦獸目之下，縱使兩者的齒式（雖然均為雙脊齒型）特徵差異甚大；不過目前依然將異蹄目及焦獸目視為兩個獨立的目。焦獸目的齒式完整，具有強壯平伏形狀類似鑿的門齒、尖銳的犬齒、頰齒為低冠齒、臼齒為雙脊齒。焦獸目與異蹄目的關係尚未完全釐清，不過透過齒式特徵的比對認為牠們與恐角目可能為近親。最早透過跗骨的研究認為異蹄目與焦獸目具有共同祖先，不過近年來的針對焦獸跗骨的研究卻無法支持這項理論，不過卻發現焦獸與重腳目的跗骨具有部分類似的特徵。這代表著焦獸目可能位於三條演化支之下：南蹄目（若異蹄目為其關係最近的近親）、勞亞獸總目（若恐角目為其關係最近的近親）或是非洲獸總目（若重腳目為其關係最近的近親）。

## 下属分类
本目包括以下科：
- Colombitheriidae ，为Pyrotheriidae的异名
  - Colombitherium
  - Proticia
- 焦獸科 Pyrotheriidae 
  - Baguatherium Salas, Sánchez & Chacaltana, 2006
  - Carolozittelia Ameghino, 1901
  - Colombitherium Hoffstetter, 1970
  - Griphodon Anthony, 1924
  - 原焦獸屬 Propyrotherium Ameghino, 1901
  - Proticia Patterson, 1977
  - 焦獸屬 Pyrotherium Ameghino, 1888
    - Pyrotherium giganteum Ameghino, 1897
    - Pyrotherium macfaddeni Shockey & Anaya-Daza, 2004[4]
    - Pyrotherium planum Ameghino, 1897
    - Pyrotherium pluteum Ameghino, 1901
    - Pyrotherium romerii Ameghino, 1888
    - Pyrotherium sorondoi Ameghino, 1894

  - Ricardowenia Ameghino, 1901